# Емили Блеквел
Емили Блеквел (8. октобар 1826 – 7. септембар 1910) била је пионирка у 19. веку, дајући значајан допринос медицини и борби за женска права. Била је друга жена која је стекла диплому медицине на данашњем Универзитету Кејс Вестерн Ризерв, након Ненси Талбот Кларк. Године 1993. примљена је у Националну кућу славних жена.
Емили је направила велике помаке у медицинској области, учествујући у оснивању Њујоршке болнице за сиромашне жене и децу и стварању Централног удружења жена за помоћ. Заједно са својом сестром Елизабет Блеквел основала је Женски медицински колеџ у Њујорку. Недуго затим, Емили је помогла у оснивању Лондонске школе медицине за жене.

## Рани живот и образовање
Емили Блеквел је рођена 8. октобра 1826. године у Бристолу, Енглеска, као шесто од деветоро преживеле деце Самјуела и Хане Лејн Блеквел. Породица Блеквел била је веома имућна за то време и омогућила је Емили образовање уз приватне предаваче. Њихов дом био је интелектуално подстицајно окружење, делом захваљујући Самјуелу, који је био дисидент, реформатор и лаички проповедник.
Још као дете, Емили је била стидљива, али изузетно интелигентна. У породичном поткровљу изводила је разне експерименте. Током младости постала је "аматерски стручњак" за цвеће и птице, захваљујући опсежном читању и посматрању природе око породичне куће.
Родитељи су имали либералне ставове о образовању и од раног детињства су је подстицали да изучава математику и науке. Године 1832. породица Блеквел емигрирала је у Сједињене Америчке Државе, а 1837. населила се у близини Синсинатија, Охајо.
Инспирисана примером своје старије сестре Елизабет, Емили Блеквел је поднела захтев за студије медицине на Медицинском колеџу у Џениви, Њујорк, на којем је њена сестра дипломирала 1849. године, али је њена пријава одбијена. Након што су је одбиле и друге школе, 1853. године примљена је на Медицински колеџ Раш у Чикагу, где је студирала годину дана. Међутим, када су се мушки студенти побунили због студирања са женом, Медицинско друштво Илиноиса је укинуло њен пријем.
На крају је примљена на Медицински колеџ у Кливленду, Охајо, огранак Западнорезервног универзитета, где је 1854. године стекла титулу доктора медицине с почастима.
На Западнорезервном универзитету, образовање жена у медицини започело је захваљујући декану Џону Деламејтеру, уз подршку Друштва за медицинско образовање жена Охаја, основаног 1852. године како би женским студентима медицине пружало моралну и финансијску подршку. Ипак, упркос њиховим напорима, факултет Западнорезервног универзитета је 1856. године изгласао укидање Деламејтерове политике, оценивши као „нецелисходно“ да се женама и даље омогућава упис. Те исте године, Америчка медицинска асоцијација је усвојила извештај којим се одвраћа од заједничког образовања мушкараца и жена у медицини.
Западнорезервни универзитет је поново почео да прима жене 1879. године, али је то чинио повремено током наредних пет година. Континуирани упис жена започео је тек 1918. године.
Након што је стекла диплому медицине, Емили Блеквел је наставила усавршавање у Единбургу код сер Џејмса Јанг Симпсона, у Лондону код др Вилијама Џенера, као и у Паризу, Берлину и Дрездену.

## Каријера
Године 1857. Емили Блеквел је, заједно са својом сестром Елизабетом и Маријом Закрзевском, основала Њујоршку болницу за сиромашне жене и децу. Већ 1859. године, Емили је прикупила 50.000 долара за оснивање медицинске школе, а 1860. болница је започела обуку жена као помоћних лекара.
Од самог почетка, Емили Блеквел је преузела одговорност за управљање болницом и прикупљање средстава. Наредних четрдесет година надгледала је рад болнице, укључујући хирургију, негу пацијената и вођење финансија. Путовала је у Олбани како би убедила законодавно тело да додели болници средства која ће обезбедити њену дугорочну финансијску стабилност. Захваљујући њеним напорима, болница се из скромне куће са 16 соба претворила у потпуно опремљену здравствену установу.
Године 1871. Емили је постала чланица Њујоршког окружног медицинског друштва. До 1874. болница је годишње пружала услуге за више од 7.000 пацијената. Емили Блеквел је била кључна за дугорочни опстанак Њујоршке болнице за сиромашне жене и децу, омогућивши да велики број жена и деце из маргинализованих заједница добије неопходну здравствену заштиту.
Током Америчког грађанског рата, Емили Блеквел је помогла у оснивању Женске централне асоцијације за помоћ (Women's Central Association of Relief), која је била задужена за одабир и обуку медицинских сестара за службу у рату. Ова асоцијација је обучила близу 4.000 жена и дистрибуирала преко 470.000 комада одеће и око 300.000 постељина широм Сједињених Америчких Држава у периоду од 1861. до 1863. године. Емили и Елизабет Блеквел, заједно са Мери Ливермор, одиграле су кључну улогу у развоју Санитарне комисије Сједињених Држава (United States Sanitary Commission).
Након рата, 1868. године, сестре Блеквел основале су Женски медицински колеџ у Њујорку. Емили је током тридесет година радила као професорка акушерства и гинекологије, подучавајући преко 300 жена у времену када мешовите медицинске школе нису биле уобичајене. Након што је Елизабета 1869. године прешла у Лондон да помогне у оснивању Лондонске школе медицине за жене, Емили је постала декан колеџа.
Године 1876. програм студија је продужен на три године, а 1893. године на четири године, што је било испред стандарда у медицинској струци тог доба. До 1899. године, Женски медицински колеџ је образовао 364 жене докторке, значајно доприносећи повећању броја жена у медицини.
Од 1883. године, Емили Блеквел је живела са својом партнерком Елизабетом Кушиер, која је такође радила као докторка у њиховој болници. Иако се никада нису венчале, када је Емили напунила 44 године, усвојила је девојчицу по имену Нени.
На прелазу између два века, Блеквел и Кушиер су се повукле из активног рада. Емили је своју пензију видела као прилику да се посвети ширим друштвеним питањима и настави да се залаже за друштвене промене. Након њене пензије 1900. године, болница коју је основала наставила је са радом под новим именом — NYU Downtown Hospital.
Након што су годину и по дана провеле путујући Европом, Емили и Елизабет су остатак живота проводиле на релацији између своје куће у Монтклеру, Њу Џерзи, током зиме, и Јорк Клифа у Мејну, током лета. Такође је често путовала у Калифорнију и јужну Европу због здравствених разлога.
Године 1906. поново је видела своју сестру Елизабету последњи пут пре него што је Елизабета доживела пад низ степенице, од којег се никада није потпуно опоравила и преминула је у мају 1910. године. Неколико месеци касније, 7. септембра 1910. године, Емили Блеквел је преминула од ентероколитиса у Јорк Клифу, у држави Мејн.